# Joussé

Joussé este o comună în departamentul Vienne, Franța. În 2009 avea o populație de 345 de locuitori.